# 1742
Het jaar 1742 is het 42e jaar in de 18e eeuw volgens de christelijke jaartelling.

## Gebeurtenissen
februari
- 8 - Het korrelhuis van een kruitmolen in Delft explodeert, waardoor 8 gebouwen verwoest worden. 5 werknemers komen om het leven.
- 11 - Einde van de regering van Robert Walpole, de langstzittende eerste minister in de Britse geschiedenis.
- 17 - Karel Albrecht, keurvorst van Beieren, wordt door zijn broer, Clemens August, de aartsbisschop van Keulen, gekroond tot Rooms keizer. Daarmee gaat de Oostenrijkse Successieoorlog een nieuwe fase in.

mei
- 13 - In Sint-Petersburg wordt keizerin Elisabeth I van Rusland gekroond.

juni
- 22 - Na de Eerste Silezische Oorlog moet keizerin Maria Theresia Opper-Silezië afstaan aan Pruisen.

augustus
- 8 - Leden van de Moravische Broederschap uit Bohemen bouwen de eerste drie huizen van Niesky in Saksen. De grond, die behoort tot het riddergoed Trebus, is hen ter beschikking gesteld door Siegmund August von Gersdorf, zelf ook Hernhutter.

september
- 2 - VOC-schip Westerbeek vergaat bij de Faeröer eilanden. De meeste bemanningsleden overleven de schipbreuk en brengen de winter door op de eilanden.

zonder datum
- Anders Celsius bedenkt de temperatuurschaal Celsius. Hij neemt daartoe twee meetpunten: het smeltpunt van ijs en het kookpunt van water.
- Jan Jacob Mauricius wordt gouverneur van Suriname tot 1751. Met hem doet de Verlichting haar intrede in de kolonie.

## Muziek
- Eerste publicatie van de Goldbergvariaties van Johann Sebastian Bach.
- 13 april - Première in Dublin, wijk Temple Bar, van Händels Messiah. Het oratorium wordt sindsdien elk jaar op dezelfde datum en op dezelfde plaats uitgevoerd.

## Beeldende kunst

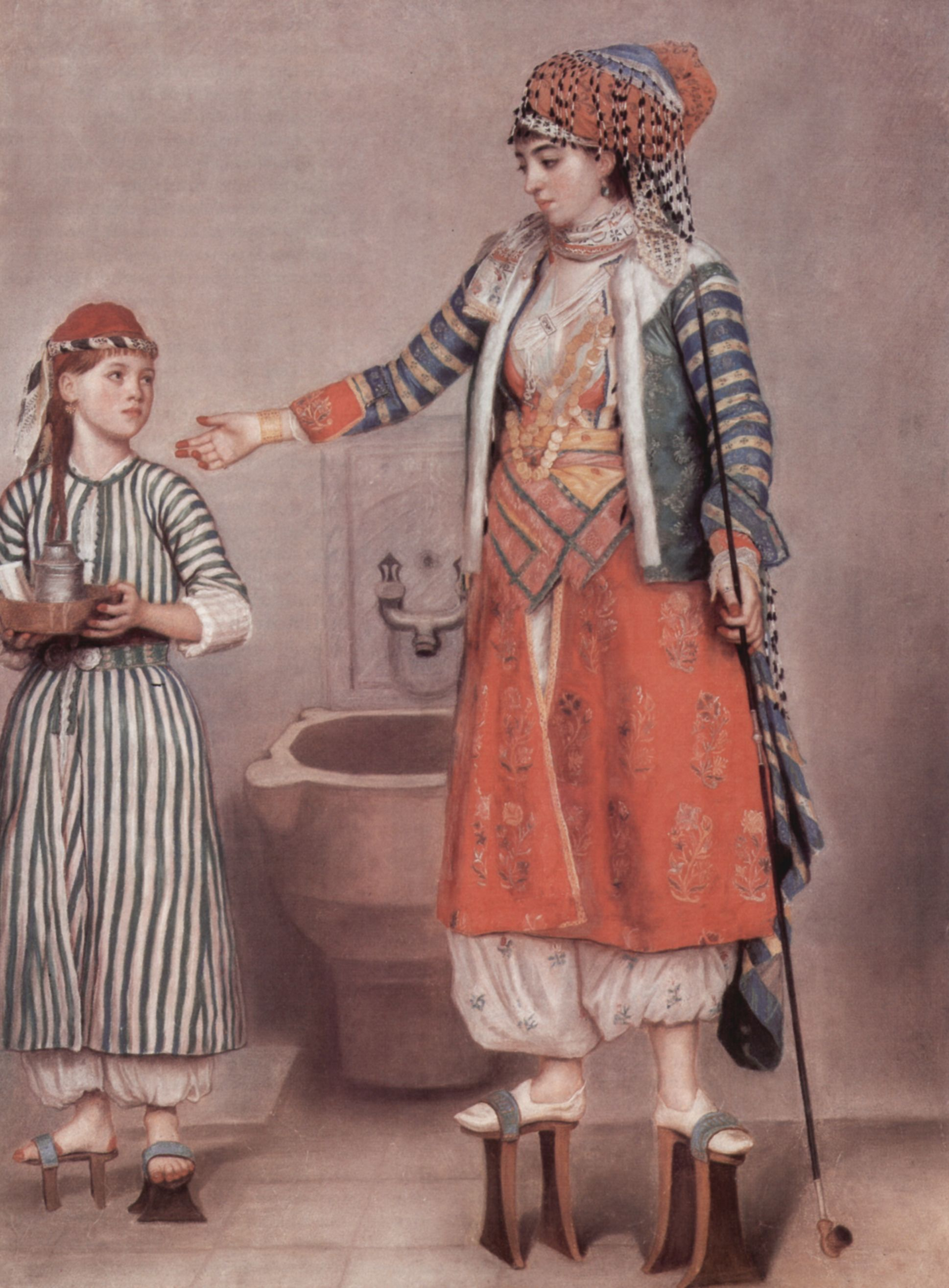
Turkse dame met bediende (1742) Jean-Étienne Liotard

## Bouwkunst

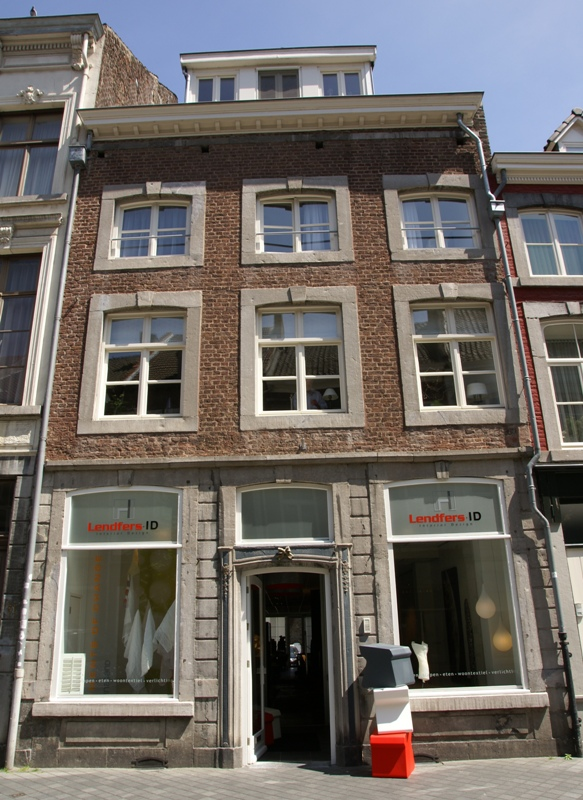
Woonhuis, Maastricht (1742)

## Geboren
- Joseph Philippe de Clairville, Zwitsers botanicus en entomoloog (overleden 1830)

juni
- 8 - August Wilhelm Knoch, Duits bioloog en natuurkundige (overleden 1818)

juli
- 1 - Georg Christoph Lichtenberg, Duits schrijver en natuurkundige (overleden 1799)

december
- 3 - James Rennell, Brits geograaf en oceanograaf (overleden 1830)

## Overleden
januari
- 25 - Edmond Halley (85), Engels astronoom

februari
- 28 - Willem Jacob 's Gravesande, Nederlands wis- en natuurkundige

juli
- 1 - Bohuslav Matěj Černohorský (58), Tsjechisch componist en organist
- 12 - Evaristo Felice dall'Abaco (67), Italiaans componist en cellist

augustus
- 25 - José António Carlos de Seixas (38), Portugees componist

datum onbekend
- Jan Josef Ignác Brentner (~53), Boheems componist
- Benedict Anton Aufschnaiter, Duits componist